# مصطفی همدانی
مصطفی همدانی (متولد ۱۳۵۷) پژوهشگر ایرانی و استاد سطوح عالیِ حوزه علمیه قم است. 
او در پانزدهمین و هفدهمین دوره جشنواره نقد کتاب به‌عنوان برگزیده معرفی شد و در دوره سیزدهم و دوره شانزدهمِ این جشنواره، از نویسندگانِ شایستهٔ تقدیر بود.

## کتاب‌ها
- عرفان و اخلاق اجتهادی، مصطفی همدانی، ناشر: پژوهشگاه حوزه و دانشگاه
- ارزیابی الجامع الصغیر، مصطفی همدانی، ناشر: دانشگاه قم
- روش‌شناسی علم اصول، مصطفی همدانی، ناشر: دانشگاه قم
- آینه‌های غیبی، مصطفی همدانی، ناشر: دین و رسانه